# خالد أبو طعمة
خالد أبو طعمة (بالعبرية: ח'אלד אבו טועמה‏) (1963 -) هو صحافي فلسطيني إسرائيلي، ولد في مدينة طولكرم الفلسطينية، وهو محاضر ومخرج أفلام وثائقية، ومراسل لصحيفة «ذا جيروزاليم بوست»، وكاتب في إصدارات معهد غاتستون في نيويورك. يعمل أبو طعمة منتجًا ومستشارًا إعلاميًّا لهيئة الإذاعة الوطنية (NBC news) منذ العام 1989، كما أنتج العديد من الأفلام الوثائقية عن الفلسطينيين لقناة بي بي سي والتلفزيون الأسترالي والسويدي والدنمركي، وتظهر مقالاته في العديد من الصحف حول العالم.

## نشأته وتحصيله العلمي
ولد خالد أبو طعمة عام 1963، في مدينة طولكرم بالضفة الغربية، لأب فلسطيني يحمل الجنسية الإسرائيلية وأم فلسطينية. بعد وقوع حرب النكسة عام 1967 في مدينته طولكرم اضطر خالد للعيش لفترة من الزمن في بلدة باقة الغربية الواقعة بجوار مدينة طولكرم، بعد ذلك التحق بالجامعة العبرية في القدس، حيث حصل منها على شهادة البكالوريوس في الأدب الإنجليزي.

## عمله في الصحافة
منذ 2002، يحرر أبو طعمة قسم الشؤون العربية في صحيفة «ذا جيروزاليم بوست». يعمل منتجًا ومستشارًا في قسم أخبار ال- NBC منذ عام 1989. وقد أنتج العديد من الأفلام الوثائقية عن الفلسطينيين لل- بي بي سي (BCC)، والتلفزيون الأسترالي والدنماركي والسويدي.
عمل أبو طعمة محاضرًا في جامعة مينيسوتا – في قسم الاتصال والإعلام الجماهيري. كما حاضر في مدرسة الدراسات الشرقية والأفريقية SOAS في لندن، بالإضافة إلى مركز أبحاث «تشاتام هاوس» في لندن.
أبو طعمة تحدث بالعموم في مجلس العموم في المملكة المتحدة بدعوة خاصة. كان متحدثًا رئيسيًا في المؤتمر السنوي لعام 2009 لرابطة الصحفيين الكنديين في فانكوفر، كولومبيا البريطانية، كندا. تحدث عن الوضع في الضفة الغربية وقطاع غزة وآفاق السلام في الشرق الأوسط في الجامعات في جميع أنحاء الولايات المتحدة وكندا. سلسلة من نقاشاته بمبادرة «ستاند ويذ اس»، وتحدث في مؤتمرهم السنوي في لوس انجلوس في 2008.
في أغسطس 2011، دُعي أبو طعمة للحديث في معهد سيدني بأستراليا عن تحدي بناء الدولة الفلسطينية. بعد يومين ألقى محاضرة حول «تحديات حقوق الإنسان في الأراضي الفلسطينية» في ندوة نظمها المركز الأسترالي لحقوق الإنسان.

## وجهات النظر والآراء
ينتقد أبو طعمة السلطة الفلسطينية لاعتقالها الصحافيين الفلسطينيين في الضفة الغربية وإعاقة مهمتهم، كما يتهمهم بالفساد.
يرى أبو طعمة أن الطلاب الأمريكيين الذين يودون إنهاء «الإحتلال الإسرائيلي» هم في واقع الأمر يودون إنهاء دولة إسرائيل.
في مؤتمر ديربان ريفيو، انتقد أبو طعمة أعضاء الكنيست العرب الإسرائيليين لدعمهم التطرف ووَصْفهم لإسرائيل بـ «دولة الفصل العنصري» بدلًا من النضال من أجل حقوق المواطنين العرب في إسرائيل.
يصرح أبو طعمة أنه يخضع بشكل روتيني للإدانات، وغالبا ما تكون مهددة. حيث تأتي هذه التهديدات حسب أقواله من خارج الشرق الأوسط أكثر من القادمين من داخل السلطة الفلسطينية، وأن الذين يهددونه «يعترفون بشكل قاطع» بأنه يقول الحقيقة ولا يشككون في تقاريره، ولكن يريدونه أن «يصمت».

## حادثة حجب حساب الفيسبوك
بعد نشر مقالته لعام 2013 «الحقيقة المزعجة للسلطة الفلسطينية»، والتي ينتقد فيها السلطة الفلسطينية، تم تعطيل صفحة الكاتب على فيسبوك مؤقتًا. من غير الواضح إذا كان إجراء الفيسبوك قد تم اتخاذه في ضوء الشكاوى الرسمية من السلطة الفلسطينية والأردن أو لأن المستخدمين الآخرين أشاروا إلى هذه المشاركات على أنها هجومية.
أعاد الفيسبوك تنشيط حسابه ولكنه أزال مقالته عن فساد السلطة الفلسطينية. بالتالي، أصدر فيسبوك اعتذارًا عن حذف مقالته، بادعاء أن الحادثة هي مجرد «خطأ صادر عن أحد الموظفين».
وردًّا على الحادثة، كتب أبو طعمة في مقالة افتتاحية أن العديد من الصحفيين في الشرق الأوسط يضطرون إلى استخدام الفيسبوك لنشر أعمالهم من خلاله، باعتبار أن بعض المواد لن يتم قبولها في وسائل الإعلام السائدة. يؤكد في مقالته المذكورة على أنه: «من واجب الفيسبوك والمجتمعات الغربية أن تقف إلى جانب أولئك الذين يطمحون إلى نيل الحرية، وألا تكون متواطئة في قمع أصواتهم». في نفس المقال، انتقد بقوة الاعتقالات الأخيرة للصحفيين والمدونين الذين كانوا ينتقدون قيادة السلطة الفلسطينية في صفحاتهم على فيسبوك.

## جوائز وأوسمة
- جائزة إسرائيل ميديا ووتش، عام 2010.
- جائزة هدسون للشجاعة في الصحافة، 8 مايو 2011.[16]
- جائزة إيميت، عام 2013.[17]
- جائزة الشخصية الأكثر تأثيراً بشكل إيجابي على الحياة اليهودية، عام 2013.[18]
- جائزة دانيال بيرل للصحافة، عام 2014.[11]

## من مقالاته
- "Tulkarm protests gangs violence"، بتاريخ 18 أكتوبر 2004.[19]